# V Afrike žarko
V Afrike žarko (in russo В Африке жарко?, lett. In Africa è caldo) è un cortometraggio d'animazione sovietico del 1936 diretto da Dmitrij Babičenko e Aleksandr Beljakov e scritto da Sergej Vladimirovič Michalkov.
Si tratta del primo cartone animato realizzato dallo studio di animazione Sojuzmul'tfil'm.

## Trama
Gli animali in Africa soffrono il caldo, così una scimmia si reca al polo nord e, insieme a un tricheco, porta nel continente nero del gelato vivendo una serie di avventure durante il viaggio. Poi gli animali africani salutano il tricheco regalandogli banane, ananas e noci di cocco.